# Blue d'Oklahoma City
Le Blue d'Oklahoma City (Oklahoma City Blue en anglais), est une équipe de la NBA Gatorade League, ligue américaine mineure de basket-ball créée et dirigée par la NBA. L'équipe est domiciliée à Oklahoma City.

## Historique

### Les débuts à Asheville
L’Altitude fait partie des huit franchises qui participent à la première saison de la NBDL. Malheureusement, le format adopté ne fait pas rêver (logos identiques pour toutes les équipes, etc.), et les premières saisons sont compliquées.
Sportivement tout d’abord, lors des deux premières années Asheville ne brille pas au classement. L'entraîneur Joey Meyer ne parvient pas à faire décoller le bilan comptable.
Dans les tribunes, le public ne suit pas. De 1 037 spectateurs en 2001, la moyenne baisse peu à peu jusqu’à atteindre 499 fans par match en 2004-2005. L’équipe perd en moyenne 100 000 $ par exercice…  
Pourtant la franchise essaie de se rendre attractive. Par exemple en baissant le prix des billets dès la seconde saison, avec un ticket moyen sous les 10 $.
Sur le terrain les choses se mettent aussi en place. En 2003-2004 Desmond Penigar fait le show sur le terrain avec 19,6 ponts de moyenne , et l’équipe remporte son premier titre face au Flight de Huntsville.
Ils répètent leur performance l’année suivante, avec Antonio Meeking comme meilleur joueur (19,4 points et 7,7 rebonds).

### Déménagement à Tulsa
Avant la saison 2005-2006, Southwest Basketball, LLC se voit attribuer quatre nouvelles franchises, dont une à Tulsa. Ils y place l’Altitude qu’ils viennent de racheter, et qui doit jouer ses matchs à l’Expo Square Pavilion pour trois ans,. Un concours est organisé pour lui trouver un nom, auquel près de 1 200 personnes participent. Le terme 66ers est retenu en l’honneur de la route 66 qui passe à Tulsa, notamment à 1,6 kilomètres de l’endroit où va jouer la formation.
Joey Meyer est conservé à la tête de l’équipe les trois premières saisons dans l’Oklahoma, mais il ne parvient jamais à les ramener en playoffs.
Le 12 février 2008, ils annoncent qu’ils joueront le prochain exercice au SpiritBank Event Center, dans la banlieue de la ville de Bixby. Quatre mois plus tard, le 31 juillet, Professional Basketball Club LLC, le propriétaire du Thunder en NBA, annonce avoir acheté l’équipe, qui devient la troisième à être détenue par une franchise NBA.
La relation avec la nouvelle salle ne dure qu’une seule année. En effet, la saison se termine par un procès car les 66ers estiment qu’il leur est dû 100 000 $...
C’est ensuite sous Nate Tibbetts que les 66ers connaissent leur meilleure année, en 2009-2010. Ils commencent l’année en faisant parler d’eux, draftant le lycéen Latavious Williams. Leur début de calendrier est un peu compliqué, car ils jouent majoritairement contre des équipes qui vont se qualifier en playoffs. Ils ne sont en plus pas aidés par Keith Clark, qui n’apporte pas ce qu’il devrait. Peu à peu, certains sortent du lot, comme Williams ou Mustafa Shakur, ce qui aide Tulsa à avoir un bilan positif. Arrivés en playoffs, personne ne souhaite les affronter : des rumeurs courent sur le fait que des joueurs NBA doivent leur être assignés. En fait, les aller-retours entre l’équipe et la grande ligue s’enchaînent jusqu’au bout. Cela fait que la formation joue plutôt bien, mais pas assez pour être impressionnante. Ils parviennent cependant jusqu’en finale, ne tombant que face aux Vipers de Rio Grande Valley, 2 à 0.
Forts d’une série de 14 succès consécutifs, ils retournent en playoffs l’année d’après. Ils connaissent presque la même réussite, mais sont éliminés en demi-finale, cette fois par l’Energy d’Iowa.
Après le départ de Tibbetts, ils ne retrouvent qu’une seule fois les playoffs sur leurs trois derniers exercices à Tulsa. Cela se passe en 2012-2013, saison qui ne brille pourtant pas par sa stabilité. Ils reçoivent ainsi 40 assignations de joueurs NBA, record de l’histoire de la ligue à ce moment-là, le tout combiné dans 28 cinq de départs en 50 rencontres. Grâce à leur attaque (Andy Rautins égale le record de la franchise de tirs à 3 points sur un match avec 11 réussites) et leur défense (Travis Hyman égale le record de contres de la franchise sur une rencontre, avec 9 en 18 minutes seulement), ils retrouvent les demi-finales de playoffs. Cependant, les Vipers se dressent sur leur chemin et les sortent 2 victoires à 0.
Après deux saisons passées au SpiritBank Center (qui avait suivi une période au Tulsa Convention Center consécutivement au procès), SpiritBank annonce ne plus vouloir louer sa salle. Ils reçoivent l’offre de quatre remplaçantes potentielles, mais aucune n’est retenue. L’Option choisie est finalement de ramener l’équipe à Oklahoma City, et de changer son nom pour le Blue d’Oklahoma City.

### En Oklahoma
En Oklahoma, la franchise retrouve un lustre depuis longtemps oublié. Une seconde place de division dès la première année, puis trois fois premiers entre 2017 et 2019, le tout pour quatre apparitions en playoffs. Mais malheureusement aucune qualification pour les finales.
Le public semble par contre bien mieux répondre que lors des années à Asheville, car l’équipe bat le record d’affluence sur une rencontre le 8 mars 2017. Ainsi, 17 695 (ou 17 497 selon les sources) fans se pressent dans les tribunes pour les voir affronter long Island. Pour la petite histoire, le Blue s’est imposé ce jour-là contre les Nets, 98 à 92, grâce notamment à 23 points de Reggie Williams, et 17 de Chris Wright.

### Logos

Altitude d'Asheville (2001 à 2005)
66ers de Tulsa (2005 à 2007)
66ers de Tulsa (2007 à 2009)
66ers de Tulsa (2009 à 2014)
Blue d'Oklahoma City (Depuis 2014)

## Résultats sportifs

### Palmarès
| NBA Gatorade League                                                   |
| - NBA Gatorade League : - Vainqueur : 2004, 2005. - Finaliste : 2010. |

### Saison par saison
| Altitude d'Asheville      |                           |                           |     |     |      |                                      |
| 2001-2002                 |                           | 6e                        | 26  | 30  | .464 | playoffs manquées                    |
| 2002-2003                 |                           | 7e                        | 22  | 28  | .440 | playoffs manquées                    |
| 2003-2004                 |                           | 1er                       | 28  | 18  | .609 | Vainqueur                            |
| 2004-2005                 |                           | 2e                        | 27  | 21  | .563 | Vainqueur                            |
| 66ers de Tulsa            |                           |                           |     |     |      |                                      |
| 2005-2006                 |                           | 7e                        | 24  | 24  | .500 | playoffs manquées                    |
| 2006-2007                 | Eastern                   | 4e                        | 21  | 29  | .420 | playoffs manquées                    |
| 2007-2008                 | Southwestern              | 3e                        | 26  | 24  | .520 | playoffs manquées                    |
| 2008-2009                 | Southwestern              | 5e                        | 15  | 35  | .300 | playoffs manquées                    |
| 2009-2010                 | Western                   | 5e                        | 27  | 23  | .540 | Éliminé en finale                    |
| 2010-2011                 | Western                   | 3e                        | 33  | 17  | .660 | Éliminé en demi-finales              |
| 2011-2012                 | Western                   | 6e                        | 23  | 27  | .460 | playoffs manquées                    |
| 2012-2013                 | Central                   | 3e                        | 27  | 23  | .540 | Éliminé en demi-finales              |
| 2013-2014                 | Central                   | 5e                        | 24  | 26  | .480 | playoffs manquées                    |
| Blue d'Oklahoma City      |                           |                           |     |     |      |                                      |
| 2014-2015                 | Southwest                 | 2e                        | 28  | 22  | .560 | Éliminé au premier tour              |
| 2015-2016                 | Southwest                 | 4e                        | 19  | 31  | .380 | playoffs manquées                    |
| 2016-2017                 | Southwest                 | 1er                       | 34  | 16  | .680 | Éliminé en finale de conférence      |
| 2017-2018                 | Midwest                   | 1er                       | 28  | 22  | .560 | Éliminé au premier tour              |
| 2018-2019                 | Midwest                   | 1er                       | 34  | 16  | .680 | Éliminé en demi-finale de conférence |
| Bilan en saison régulière | Bilan en saison régulière | Bilan en saison régulière | 467 | 431 | .520 | 2001-2019                            |
| Bilan en playoffs         | Bilan en playoffs         | Bilan en playoffs         | 14  | 13  | .519 | 2001-2019                            |

## Personnalités et joueurs du club

### Entraîneurs successifs
Le tableau suivant présente la liste des entraîneurs du club depuis 2005.
| #                    | Entraîneur           | Période   | Saison régulière | Saison régulière | Saison régulière | Saison régulière | Playoffs | Playoffs | Playoffs | Playoffs | Récompenses |
| #                    | Entraîneur           | Période   | M                | V                | D                | %                | M        | V        | D        | %        | Récompenses |
| -------------------- | -------------------- | --------- | ---------------- | ---------------- | ---------------- | ---------------- | -------- | -------- | -------- | -------- | ----------- |
| Altitude d'Asheville |                      |           |                  |                  |                  |                  |          |          |          |          |             |
| 1                    | Joey Meyer (en)      | 2001–2005 | 200              | 103              | 97               | .515             | 4        | 4        | 0        | 1.00     |             |
| 66ers de Tulsa       |                      |           |                  |                  |                  |                  |          |          |          |          |             |
| 2                    | Joey Meyer (en)      | 2005–2008 | 148              | 71               | 77               | .480             | -        | -        | -        | .600     |             |
| 3                    | Paul Woolpert (en)   | 2008–2009 | 50               | 15               | 35               | .300             | -        | -        | -        | -        |             |
| 4                    | Nate Tibbetts (en)   | 2009–2011 | 100              | 60               | 40               | .600             | 13       | 6        | 7        | .462     |             |
| 5                    | Dale Osbourne (en)   | 2011–2012 | 50               | 23               | 27               | .460             | -        | -        | -        | -        |             |
| 6                    | Darko Rajakovic (en) | 2012–2014 | 100              | 51               | 49               | .510             | 5        | 2        | 3        | .400     |             |
| Blue d'Oklahoma City |                      |           |                  |                  |                  |                  |          |          |          |          |             |
| 7                    | Mark Daigneault      | 2014–2019 | 250              | 143              | 107              | .572             | 11       | 4        | 7        | .364     |             |
| 8                    | Grant Gibbs (en)     | 2019–     | -                | -                | -                | -                | -        | -        | -        | -        |             |

### Joueurs célèbres ou marquants
- Joseph Forte
- Josh Huestis
- John Lucas III
- Shaun Livingston
- Reggie Williams
- Ramon Sessions
- Damir Markota
- Ersan İlyasova